# Тавіла (протока)
Тавіла́ — протока в північній частині Червоного моря. Розташована між островами Південний Кейсум на північному заході та Тавіла і Губаль на південному сході та сході.
| Єгипет | Це незавершена стаття з географії Єгипту. Ви можете допомогти проєкту, виправивши або дописавши її. |